# Grindheim
Grindheim is een dorp en voormalige gemeente in  fylke Agder in het zuiden van Noorwegen. Het dorp maakt sinds de opheffing van de gemeente in 1964 deel uit van de gemeente Audnedal. Audnedal werd per 1 januari 2020 opgeheven, en ging op in de vergrote gemeente Lyngdal.
Grindheim was oorspronkelijk een parochie. De kerk in het dorp dateert uit 1783. In 1902 werd Grindheim een eigen gemeente, voor die tijd maakte het deel uit van de gemeente Bjelland og Grindum